# Jeugdschaaktoernooi
Een jeugdschaaktoernooi is een schaaktoernooi dat speciaal is georganiseerd voor jeugdspelers. De leeftijdscategorieën die bij jeugdschaaktoernooien veelal worden gebruikt zijn:
- H (ca. tot 6 jaar)
- G (ca. tot 7 jaar)
- F (ca. tot 8 jaar)
- E (ca. tot 10 jaar)
- D (ca. tot 12 jaar)
- C (ca. tot 14 jaar)
- B (ca. tot 16 jaar)
- A (ca. tot 20 jaar)

Soms is er een aparte groep voor meisjes. Indeling van de groepen kan echter ook op geboortejaar of op speelsterkte (bijvoorbeeld te meten door middel van rating).
De Koninklijke Nederlandse Schaakbond regelt de organisatie van NK's en het bijhouden van een (jeugd)rating. Daarnaast zijn er ontelbare toernooien die georganiseerd worden door regionale schaakbonden, verenigingen en scholen.
Het gesloten NK kent een getrapte opbouw: spelers die bij het regionale (PJK - Persoonlijk Jeugdkampioenschap) hoog eindigen plaatsen zich hiervoor. Spelers die hoog eindigen op het NK plaatsen zich voor het EK of WK.
Voor de ontwikkeling van talent is niet alleen training maar ook het spelen van toernooien van groot belang. Veel bekende schakers hebben hun eerste toernooiervaring opgedaan bij jeugdschaaktoernooien.

## Nederlands Jeugdkampioenschap
Zie Open Nederlandse Jeugdschaak Kampioenschappen (ONJK). 

## Belgisch Jeugdkampioenschap
zie: Belgisch kampioenschap schaken#Palmares Belgisch Jeugdkampioenschap

## Externe koppelingen
- wedstrijdkalender van de KNSB
- Open Nederlands Jeugdschaak Kampioenschap